# Drnecký potok
Drnecký potok je drobný vodní tok na pomezí Džbánu a Pražské plošiny, který odvodňuje část jihozápadního Slánska v okrese Kladno a náleží mezi přítoky potoka Šternberského.

## Popis toku
Za počátek Drneckého potoka lze považovat občasnou vodoteč na planině severně od vesnice Drnek, kde se říká „Pod Drnkem“.. Ta, jak je pro okraje opukové plošiny Džbánu charakteristické, náhle přechází v hluboce zaříznutou lesnatou rokli, kde už vyvěrající voda dává toku stálý charakter. Další, o něco kratší zdrojnice se přidávají z pravé strany, z bočních roklí východně od Drnku. Nedaleko pod tímto soutokem se na potoce nalézá jediná bezejmenná nádrž o rozloze zhruba 0,27 ha. Potok plyne takřka přímo východním směrem mimo sídla, údolím, které se postupně rozšiřuje a mění charakter z lesnatého na polní. Po levé straně je údolí odděleno od obce Řisuty táhlým návrším Skalky (místo dalekého rozhledu směrem ku Slanému) a na této straně se, o něco dále k Přelíci, vyskytuje místo, zvané Ke dvěma kamenům (podle dvojice kamenů nejasného původu, někdy považovaných za prehistorické menhiry). Jiné návrší po pravé straně odděluje údolí Drneckého potoka od obce Ledce a bývalých lázní Šternberk. Před Přelící údolí v letech 1904 až 1932 protínala soukromá úzkorozchodná (700mm) železnice Slaný – Smečno – Kačice, zbudovaná pro potřeby smečenského velkostatku Clam-Martiniců (z tělesa trati se podnes místy dochovaly jen náspy a zářezy a hrstka propustků a mostek přes potok). Obcí Přelíc Drnecký potok protéká po severní straně, načež na jejím východním okraji zleva ústí do Šternberského potoka.

## Přítoky
Vyjma výše popsaných zdrojnic nemá Drnecký potok žádné přítoky.